# 213 v.Chr.
Het jaar 213 v.Chr. is een jaartal volgens de christelijke jaartelling.

## Gebeurtenissen

### Italië
- Tiberius Sempronius Gracchus en Quintus Fabius Maximus zijn consul in het Imperium Romanum.
- Hannibal Barkas verovert na een lange belegering de citadel van Tarentum, het Carthaagse leger trekt plunderend door Zuid-Italië.

### Carthago
- Koning Massinissa van Numidië sluit een alliantie met Carthago. De oligarchie stuurt Carthaagse versterkingen naar Spanje.

### Griekenland
- Philippus V van Macedonië valt Illyrië binnen en verovert de vestingstad Lissus (huidige Lezhë). Rome sluit een verdrag met de Aetolische Bond, een Romeinse vloot wordt bij Calydon gestationeerd in Aetolië.

### China
- Keizer Qin Shi Huangdi raakt in conflict met zijn alchemisten en magiërs over de zoektocht naar de "Steen der Wijzen", deze zo meldt de legende zal hem onsterfelijk maken.
- Eerste minister Li Si laat alle boeken van het Confucianisme verbranden en 460 geleerden executeren. Dit om in het Chinese Keizerrijk de vrijheid van meningsuiting aan banden te leggen.

## Overleden
- Aratos van Sikyon (~271 v.Chr. - ~213 v.Chr.), Grieks staatsman en veldheer (58)